# Coupe d'Europe de rugby à XV 2008-2009
Navigation
H-Cup 2007-2008 H-Cup 2009-2010
La quatorzième Coupe d'Europe de rugby à XV 2008-2009, appelée aussi Coupe Heineken selon le nom du sponsor de la compétition (en France H-Cup pour des raisons liées à la loi Évin sur la publicité sur le tabac et les alcools), concerne des clubs anglais, écossais, français, gallois, irlandais et italiens.
Les formations s'affrontent dans une première phase de poules en matches aller/retour (six matches pour chacune des équipes soit douze rencontres par poule). Pour cette édition, l'ERC a adopté un système de chapeaux avec des têtes de série pour effectuer le tirage au sort des poules. Ce choix résulte du déséquilibre observé entre les poules lors d'éditions précédentes. Les quarts de finale sont disputés par les six équipes arrivées en tête de leur poule classées de 1 à 6, et les deux meilleures deuxièmes (celles qui ont le plus grand total de points, classées 7 et 8). Les oppositions sont définies de la manière suivante : équipe 1 contre équipe 8, 2 contre 7, 3 - 6 et 4 - 5. La suite de la compétition se fait par élimination directe à chaque tour.
La première demi-finale est un duel irlandais entre le Leinster et le Munster, tenant du titre, qui tourne à l'avantage des joueurs de Dublin. Dans l'autre demi-finale, les Leicester Tigers battent les Gallois des Cardiff Blues dans un match à suspense qui va jusqu'aux tirs au but, une première. Les Anglais accèdent ainsi à leur cinquième finale européenne et ont la possibilité de rejoindre le Stade toulousain en tête du palmarès. Mais ce sont les Irlandais qui remportent leur premier titre en gagnant la finale très serrée à Édimbourg.

## Première phase

### Notations
Signification dtes abréviations :
| - Pts : points de classement - J : matches joués - V : nombre de victoires - N : nombre de matches nuls | - D : nombre de défaites - EM : nombre d'essais marqués - EE : nombre d'essais encaissés - BO : points de bonus offensif | - BD : points de bonus défensif - PM : nombre de points marqués - PE : nombre de points encaissés - Δ : différence de points |

### Poule 1
| Équipe       | Pays       |
| ------------ | ---------- |
| Munster      | Irlande    |
| Sale Sharks  | Angleterre |
| ASM Clermont | France     |
| US Montauban | France     |

|   | Équipe       | Pts | J | V | N | D | EM | EE | BO | BD | PM  | PE  | Δ   |
| - | ------------ | --- | - | - | - | - | -- | -- | -- | -- | --- | --- | --- |
| 1 | Munster (2)  | 23  | 6 | 5 | 0 | 1 | 18 | 6  | 2  | 1  | 161 | 98  | +63 |
| 2 | Sale Sharks  | 15  | 6 | 3 | 0 | 3 | 14 | 11 | 2  | 1  | 136 | 115 | +21 |
| 3 | ASM Clermont | 13  | 6 | 3 | 0 | 3 | 14 | 13 | 1  | 0  | 137 | 129 | +8  |
| 4 | US Montauban | 6   | 6 | 1 | 0 | 5 | 5  | 21 | 0  | 2  | 81  | 173 | -92 |

| Date        | Lieu                              | Équipe       | Score   | Adversaire   |
| ----------- | --------------------------------- | ------------ | ------- | ------------ |
| 10 octobre  | Thomond Park, Limerick            | Munster      | 19 - 17 | US Montauban |
| 11 octobre  | Marcel-Michelin, Clermont-Ferrand | ASM Clermont | 15 - 32 | Sale Sharks  |
| 19 octobre  | Edgeley Park, Stockport           | Sale Sharks  | 16 - 24 | Munster      |
| 19 octobre  | Stade Sapiac, Montauban           | US Montauban | 19 - 24 | ASM Clermont |
| 5 décembre  | Edgeley Park, Stockport           | Sale Sharks  | 36 - 6  | US Montauban |
| 7 décembre  | Marcel-Michelin, Clermont-Ferrand | ASM Clermont | 25 - 19 | Munster      |
| 13 décembre | Thomond Park, Limerick            | Munster      | 23 - 13 | ASM Clermont |
| 13 décembre | Stade Sapiac, Montauban           | US Montauban | 16 - 12 | Sale Sharks  |
| 16 janvier  | Marcel-Michelin, Clermont-Ferrand | ASM Clermont | 43 - 10 | US Montauban |
| 16 janvier  | Thomond Park, Limerick            | Munster      | 37 - 14 | Sale Sharks  |
| 24 janvier  | Edgeley Park, Stockport           | Sale Sharks  | 26 - 17 | ASM Clermont |
| 25 janvier  | Stade Sapiac, Montauban           | US Montauban | 13 - 39 | Munster      |

### Poule 2
| Équipe            | Pays       |
| ----------------- | ---------- |
| London Wasps      | Angleterre |
| Leinster          | Irlande    |
| Castres olympique | France     |
| Edinburgh         | Écosse     |

|   | Équipe            | Pts | J | V | N | D | EM | EE | BO | BD | PM  | PE  | Δ   |
| - | ----------------- | --- | - | - | - | - | -- | -- | -- | -- | --- | --- | --- |
| 1 | Leinster (6)      | 20  | 6 | 4 | 0 | 2 | 15 | 3  | 2  | 2  | 140 | 70  | +70 |
| 2 | London Wasps      | 17  | 6 | 4 | 0 | 2 | 9  | 12 | 0  | 1  | 114 | 112 | +2  |
| 3 | Edinburgh Rugby   | 9   | 6 | 2 | 0 | 4 | 8  | 8  | 1  | 0  | 91  | 103 | -12 |
| 4 | Castres olympique | 9   | 6 | 2 | 0 | 4 | 6  | 15 | 0  | 1  | 73  | 133 | -60 |

| Date        | Lieu                     | Équipe            | Score   | Adversaire        |
| ----------- | ------------------------ | ----------------- | ------- | ----------------- |
| 11 octobre  | Murrayfield, Édimbourg   | Edinburgh Rugby   | 16 - 27 | Leinster          |
| 12 octobre  | Adams Park, High Wycombe | London Wasps      | 25 - 11 | Castres olympique |
| 18 octobre  | RDS, Dublin              | Leinster          | 41 - 11 | London Wasps      |
| 18 octobre  | Pierre-Antoine, Castres  | Castres olympique | 6 - 13  | Edinburgh Rugby   |
| 5 décembre  | Murrayfield, Édimbourg   | Edinburgh Rugby   | 16 - 25 | London Wasps      |
| 6 décembre  | RDS, Dublin              | Leinster          | 33 - 3  | Castres olympique |
| 12 décembre | Pierre-Antoine, Castres  | Castres olympique | 18 - 15 | Leinster          |
| 14 décembre | Adams Park, High Wycombe | London Wasps      | 19 - 11 | Edinburgh Rugby   |
| 16 janvier  | Murrayfield, Édimbourg   | Edinburgh Rugby   | 32 - 14 | Castres olympique |
| 17 janvier  | Twickenham, Londres      | London Wasps      | 19 - 12 | Leinster          |
| 25 janvier  | Pierre-Antoine, Castres  | Castres olympique | 21 - 15 | London Wasps      |
| 25 janvier  | RDS, Dublin              | Leinster          | 12 - 3  | Edinburgh Rugby   |

### Poule 3
| Équipe           | Pays           |
| ---------------- | -------------- |
| Leicester Tigers | Angleterre     |
| USA Perpignan    | France         |
| Ospreys          | Pays de Galles |
| Benetton Trévise | Italie         |

|   | Équipe               | Pts | J | V | N | D | EM | EE | BO | BD | PM  | PE  | Δ    |
| - | -------------------- | --- | - | - | - | - | -- | -- | -- | -- | --- | --- | ---- |
| 1 | Leicester Tigers (4) | 21  | 6 | 4 | 0 | 2 | 23 | 6  | 3  | 2  | 191 | 90  | +101 |
| 2 | Ospreys (7)          | 20  | 6 | 4 | 0 | 2 | 17 | 3  | 2  | 2  | 155 | 71  | +84  |
| 3 | USA Perpignan        | 18  | 6 | 4 | 0 | 2 | 17 | 10 | 1  | 1  | 154 | 120 | +34  |
| 4 | Benetton Trévise     | 0   | 6 | 0 | 0 | 6 | 5  | 43 | 0  | 0  | 72  | 291 | -219 |

| Date        | Lieu                     | Équipe           | Score   | Adversaire       |
| ----------- | ------------------------ | ---------------- | ------- | ---------------- |
| 10 octobre  | Aimé-Giral, Perpignan    | USA Perpignan    | 27 - 16 | Benetton Trévise |
| 12 octobre  | Welford Road, Leicester  | Leicester Tigers | 12 - 6  | Ospreys          |
| 18 octobre  | Di Monigo, Trévise       | Benetton Trévise | 16 - 60 | Leicester Tigers |
| 18 octobre  | Liberty Stadium, Landore | Ospreys          | 15 - 9  | USA Perpignan    |
| 6 décembre  | Liberty Stadium, Landore | Ospreys          | 68 - 8  | Benetton Trévise |
| 6 décembre  | Welford Road, Leicester  | Leicester Tigers | 38 - 27 | USA Perpignan    |
| 13 décembre | Di Monigo, Trévise       | Benetton Trévise | 16 - 36 | Ospreys          |
| 14 décembre | Aimé-Giral, Perpignan    | USA Perpignan    | 26 - 20 | Leicester Tigers |
| 17 janvier  | Welford Road, Leicester  | Leicester Tigers | 52 - 0  | Benetton Trévise |
| 17 janvier  | Aimé-Giral, Perpignan    | USA Perpignan    | 17 - 15 | Ospreys          |
| 24 janvier  | Di Monigo, Trévise       | Benetton Trévise | 16 - 48 | USA Perpignan    |
| 24 janvier  | Liberty Stadium, Landore | Ospreys          | 15 - 9  | Leicester Tigers |

### Poule 4
| Équipe               | Pays           |
| -------------------- | -------------- |
| Stade français Paris | France         |
| Llanelli Scarlets    | Pays de Galles |
| Ulster               | Irlande        |
| Harlequins           | Angleterre     |

|   | Équipe               | Pts | J | V | N | D | EM | EE | BO | BD | PM  | PE  | Δ   |
| - | -------------------- | --- | - | - | - | - | -- | -- | -- | -- | --- | --- | --- |
| 1 | Harlequins (3)       | 22  | 6 | 5 | 0 | 1 | 16 | 12 | 2  | 0  | 144 | 115 | +29 |
| 2 | Stade français Paris | 15  | 6 | 3 | 0 | 3 | 13 | 11 | 1  | 2  | 131 | 109 | +22 |
| 3 | Ulster               | 11  | 6 | 2 | 1 | 3 | 13 | 13 | 0  | 1  | 113 | 134 | -21 |
| 4 | Scarlets             | 8   | 6 | 1 | 1 | 4 | 12 | 18 | 0  | 2  | 124 | 154 | -30 |

| Date        | Lieu                             | Équipe               | Score   | Adversaire           |
| ----------- | -------------------------------- | -------------------- | ------- | -------------------- |
| 11 octobre  | Stradey Park, Llanelli           | Scarlets             | 22 - 29 | Harlequins           |
| 11 octobre  | Ravenhill, Belfast               | Ulster               | 10 - 26 | Stade français Paris |
| 18 octobre  | Jean-Bouin, Paris                | Stade français Paris | 37 - 15 | Scarlets             |
| 18 octobre  | Twickenham Stoop, Londres        | Harlequins           | 42 - 21 | Ulster               |
| 5 décembre  | Ravenhill, Belfast               | Ulster               | 26 - 16 | Scarlets             |
| 6 décembre  | Stade de France, Saint-Denis     | Stade français Paris | 10 - 15 | Harlequins           |
| 12 décembre | Parc y Scarlets, Carmarthenshire | Scarlets             | 16 - 16 | Ulster               |
| 13 décembre | Twickenham Stoop, Londres        | Harlequins           | 19 - 17 | Stade français Paris |
| 17 janvier  | Ravenhill, Belfast               | Ulster               | 21 - 10 | Harlequins           |
| 18 janvier  | Parc y Scarlets, Carmarthenshire | Scarlets             | 31 - 17 | Stade français Paris |
| 24 janvier  | Twickenham Stoop, Londres        | Harlequins           | 29 - 24 | Scarlets             |
| 24 janvier  | Jean-Bouin, Paris                | Stade français Paris | 24 - 19 | Ulster               |

### Poule 5
| Équipe                | Pays           |
| --------------------- | -------------- |
| Stade toulousain      | France         |
| Bath Rugby            | Angleterre     |
| Newport Gwent Dragons | Pays de Galles |
| Glasgow Warriors      | Écosse         |

|   | Équipe                | Pts | J | V | N | D | EM | EE | BO | BD | PM  | PE  | Δ   |
| - | --------------------- | --- | - | - | - | - | -- | -- | -- | -- | --- | --- | --- |
| 1 | Bath Rugby (5)        | 21  | 6 | 4 | 1 | 1 | 13 | 8  | 2  | 1  | 107 | 92  | +15 |
| 2 | Stade toulousain (8)  | 20  | 6 | 4 | 1 | 1 | 12 | 8  | 1  | 1  | 121 | 88  | +33 |
| 3 | Glasgow Warriors      | 12  | 6 | 2 | 0 | 4 | 14 | 17 | 1  | 3  | 134 | 150 | -16 |
| 4 | Newport Gwent Dragons | 7   | 6 | 1 | 0 | 5 | 8  | 14 | 0  | 3  | 83  | 115 | -32 |

| Date        | Lieu                     | Équipe                | Score   | Adversaire            |
| ----------- | ------------------------ | --------------------- | ------- | --------------------- |
| 11 octobre  | Rodney Parade, Newport   | Newport Gwent Dragons | 32 - 22 | Glasgow Warriors      |
| 12 octobre  | Stadium, Toulouse        | Stade toulousain      | 18 - 16 | Bath Rugby            |
| 17 octobre  | Firhill Stadium, Glasgow | Glasgow Warriors      | 16 - 22 | Stade toulousain      |
| 19 octobre  | Recreation Ground, Bath  | Bath Rugby            | 13 - 9  | Newport Gwent Dragons |
| 6 décembre  | Ernest-Wallon, Toulouse  | Stade toulousain      | 26 - 7  | Newport Gwent Dragons |
| 7 décembre  | Recreation Ground, Bath  | Bath Rugby            | 35 - 31 | Glasgow Warriors      |
| 13 décembre | Rodney Parade, Newport   | Newport Gwent Dragons | 13 - 26 | Stade toulousain      |
| 14 décembre | Firhill Stadium, Glasgow | Glasgow Warriors      | 19 - 25 | Bath Rugby            |
| 17 janvier  | Ernest-Wallon, Toulouse  | Stade toulousain      | 26 - 33 | Glasgow Warriors      |
| 18 janvier  | Rodney Parade, Newport   | Newport Gwent Dragons | 12 - 15 | Bath Rugby            |
| 25 janvier  | Recreation Ground, Bath  | Bath Rugby            | 3 - 3   | Stade toulousain      |
| 25 janvier  | Firhill Stadium, Glasgow | Glasgow Warriors      | 13 - 10 | Newport Gwent Dragons |

### Poule 6
| Équipe             | Pays           |
| ------------------ | -------------- |
| Biarritz olympique | France         |
| Gloucester Rugby   | Angleterre     |
| Cardiff Blues      | Pays de Galles |
| Rugby Calvisano    | Italie         |

|   | Équipe             | Pts | J | V | N | D | EM | EE | BO | BD | PM  | PE  | Δ    |
| - | ------------------ | --- | - | - | - | - | -- | -- | -- | -- | --- | --- | ---- |
| 1 | Cardiff Blues (1)  | 27  | 6 | 6 | 0 | 0 | 23 | 9  | 3  | 0  | 202 | 99  | +103 |
| 2 | Biarritz olympique | 15  | 6 | 3 | 0 | 3 | 14 | 4  | 1  | 2  | 121 | 88  | +33  |
| 3 | Gloucester Rugby   | 15  | 6 | 3 | 0 | 3 | 17 | 12 | 2  | 1  | 156 | 109 | +47  |
| 4 | Rugby Calvisano    | 0   | 6 | 0 | 0 | 6 | 8  | 37 | 0  | 0  | 87  | 270 | -183 |

| Date        | Lieu                        | Équipe             | Score   | Adversaire         |
| ----------- | --------------------------- | ------------------ | ------- | ------------------ |
| 11 octobre  | San Michele, Calvisano      | Rugby Calvisano    | 20 - 56 | Cardiff Blues      |
| 11 octobre  | Kingsholm, Gloucester       | Gloucester Rugby   | 22 - 10 | Biarritz olympique |
| 18 octobre  | Aguiléra, Biarritz          | Biarritz olympique | 41 - 10 | Rugby Calvisano    |
| 19 octobre  | Millennium Stadium, Cardiff | Cardiff Blues      | 37 - 24 | Gloucester Rugby   |
| 5 décembre  | Arms Park, Cardiff          | Cardiff Blues      | 21 - 17 | Biarritz olympique |
| 6 décembre  | San Michele, Calvisano      | Rugby Calvisano    | 17 - 40 | Gloucester Rugby   |
| 13 décembre | Aguiléra, Biarritz          | Biarritz olympique | 6 - 10  | Cardiff Blues      |
| 13 décembre | Kingsholm, Gloucester       | Gloucester Rugby   | 48 - 5  | Rugby Calvisano    |
| 17 janvier  | San Michele, Calvisano      | Rugby Calvisano    | 15 - 23 | Biarritz olympique |
| 18 janvier  | Kingsholm, Gloucester       | Gloucester Rugby   | 12 - 16 | Cardiff Blues      |
| 23 janvier  | Aguiléra, Biarritz          | Biarritz olympique | 24 - 10 | Gloucester Rugby   |
| 23 janvier  | Arms Park, Cardiff          | Cardiff Blues      | 62 - 20 | Rugby Calvisano    |

## Phases finales
Les six premières et les deux meilleures deuxièmes sont qualifiées pour les quarts de finale. Les huit équipes sont classées pour obtenir le tableau des quarts de finale :
| Rang | Club                   | Pts | EM |
| 1    | Cardiff Blues          | 27  | 23 |
| 2    | Munster                | 23  | 18 |
| 3    | Harlequins             | 22  | 16 |
| 4    | Leicester Tigers       | 21  | 23 |
| 5    | Bath Rugby             | 21  | 13 |
| 6    | Leinster               | 20  | 15 |
| 7    | Ospreys (2nd)          | 20  | 17 |
| 8    | Stade toulousain (2nd) | 20  | 12 |

### Quarts de finale
| Date          | Lieu                        | Équipe        | Score | Adversaire       | Spectateurs |
| ------------- | --------------------------- | ------------- | ----- | ---------------- | ----------- |
| 11 avril 2009 | Millennium Stadium, Cardiff | Cardiff Blues | 9 - 6 | Stade toulousain | 36 728      |

Points marqués

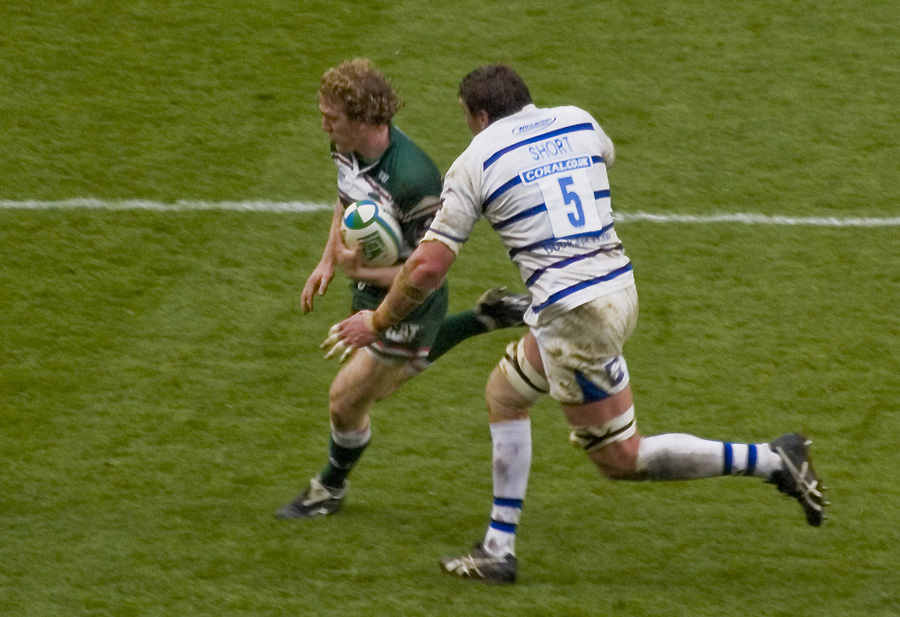
Sam Vesty contre Peter Short le 11 avril 2009.

- Cardiff Blues : 3 pénalités de Ben Blair (1e, 30e, 57e)
- Stade toulousain : 2 pénalités de Frédéric Michalak (5e) et David Skrela (64e)

| Date          | Lieu                       | Équipe           | Score   | Adversaire | Spectateurs |
| ------------- | -------------------------- | ---------------- | ------- | ---------- | ----------- |
| 11 avril 2009 | Walkers Stadium, Leicester | Leicester Tigers | 20 - 15 | Bath Rugby | 26 100      |

Points marqués
- Leicester Tigers : 1 essai de Julien Dupuy (79e), 5 pénalités de Sam Vesty (19e, 21e, 50e, 56e, 66e)
- Bath Rugby : 2 essais de Shaun Berne (35e) et Joe Maddock (64e), 1 transformation de Butch James (36e), 1 pénalité de Butch James (44e)

| Date          | Lieu                   | Équipe  | Score  | Adversaire | Spectateurs |
| ------------- | ---------------------- | ------- | ------ | ---------- | ----------- |
| 12 avril 2009 | Thomond Park, Limerick | Munster | 43 - 9 | Ospreys    | 26 000      |

Points marqués
- Munster : 4 essais de Paul Warwick (34e), Paul O'Connell (55e) et Keith Earls (62e, 64e), 4 transformations de Ronan O'Gara (34e, 55e, 62e, 64e), 3 pénalités de Ronan O'Gara (14e, 19e, 49e), 2 drops de Paul Warwick (39e, 58e)
- Ospreys : 3 pénalités de James Hook (17e, 29e, 46e)

| Date          | Lieu                      | Équipe     | Score | Adversaire | Spectateurs |
| ------------- | ------------------------- | ---------- | ----- | ---------- | ----------- |
| 12 avril 2009 | Twickenham Stoop, Londres | Harlequins | 5- 6  | Leinster   | 12 638      |

Points marqués
- Harlequins : 1 essai de Mike Brown (65e)
- Leinster : 2 pénalités de Felipe Contepomi (15e, 39e)

### Demi-finales
Lors de la première demi-finale, les Irlandais du Munster retrouvent le Leinster, six semaines  après le dernier match de Grand Chelem de l'Irlande en 2009 et trois ans après une demi-finale déjà mémorable entre les deux clubs. Le Leinster a atteint les demi-finales en s'imposant sur le terrain des Harlequins 6 à 5, et ils réalisent l'exploit de s'imposer 25 à 6 pour éliminer les tenants du titre et atteindre leur première finale.
Pour la deuxième demi-finale, Leicester affronte les Cardiff Blues, invaincus cette saison 2008-2009 à Cardiff. Le match est serré en première mi-temps (13-12 à la pause). Leicester inscrit deux essais en deuxième mi-temps par Scott Hamilton et Geordan Murphy, ils se détachent (26-12) dans une partie qu'ils semblent maîtriser. Craig Newby et Geordan Murphy sont sanctionnés d'un carton jaune, et après le retour de Newby, à 15 contre 14, Cardiff inscrit deux essais transformés par Jamie Roberts et Tom James. Le score est de 26 partout à la fin du match. La prolongation ne change rien et pour la première fois de l'histoire des compétitions européennes de clubs, les tirs au but doivent départager les équipes. Ben Blair, Julien Dupuy, Jamie Robinson, Sam Vesty, Leigh Halfpenny, Geordan Murphy et Ceri Sweeney réussissent à faire passer le ballon entre les poteaux depuis le centre des vingt-deux mètres ; Johne Murphy rate sa tentative, de même que Tom James. Scott Hamilton est plus heureux, le score est de 4 à 4 après le passage des cinq premiers tireurs. Tom Shanklin, Aaron Mauger, Richie Rees et Craig Newby sont également adroits. Martyn Williams rate son tir et Jordan Crane qualifie Leicester sept tirs au but à six.
| Date       | Lieu               | Équipe  | Score  | Adversaire | Spectateurs |
| ---------- | ------------------ | ------- | ------ | ---------- | ----------- |
| 2 mai 2009 | Croke Park, Dublin | Munster | 6 - 25 | Leinster   | 82 208      |

Points marqués
- Munster : 2 pénalités de Ronan O'Gara (18e, 36e)
- Leinster : 3 essais de Gordon D'Arcy (30e), Luke Fitzgerald (42e), Brian O'Driscoll (61e); 2 transformations de Jonathan Sexton (43e, 62e); 1 drop de Felipe Contepomi (15e)

| Date       | Lieu                        | Équipe        | Score   | Adversaire       | Spectateurs |
| ---------- | --------------------------- | ------------- | ------- | ---------------- | ----------- |
| 3 mai 2009 | Millennium Stadium, Cardiff | Cardiff Blues | 26 - 26 | Leicester Tigers | 44 212      |

Points marqués
- Cardiff Blues : 2 essais de Jamie Roberts (73e), Thomas James (74e); 2 transformations de Ben Blair (73e, 75e); 4 pénalités de Ben Blair (14e, 33e) et Leigh Halfpenny (27e, 35e)
- Leicester Tigers : 2 essais de Scott Hamilton (21e), Geordan Murphy (45e); 2 transformations de Julien Dupuy (22e, 45e); 4 pénalités de Julien Dupuy (24e, 38e, 54e, 56e)

### Finale
(mt : 13 - 9)
Homme du match : Rocky Elsom 
Points marqués : 
- Leicester Tigers : 1 essai de Woods (39e), 1 transformation de Dupuy (39e) et 3 pénalités de Dupuy (9e, 34e, 43e)
- Leinster : 1 essai de Heaslip (49e), 1 transformation de Sexton (49e), 2 pénalités de Sexton (24e, 71e) et 2 drops de O'Driscoll (7e) et Sexton (18e)

Évolution du score : 3-0, 3-3, 3-6, 3-9, 6-9, 13-9, m-t., 16-9, 16-16, 16-19
Arbitre : Nigel Owens
Résumé

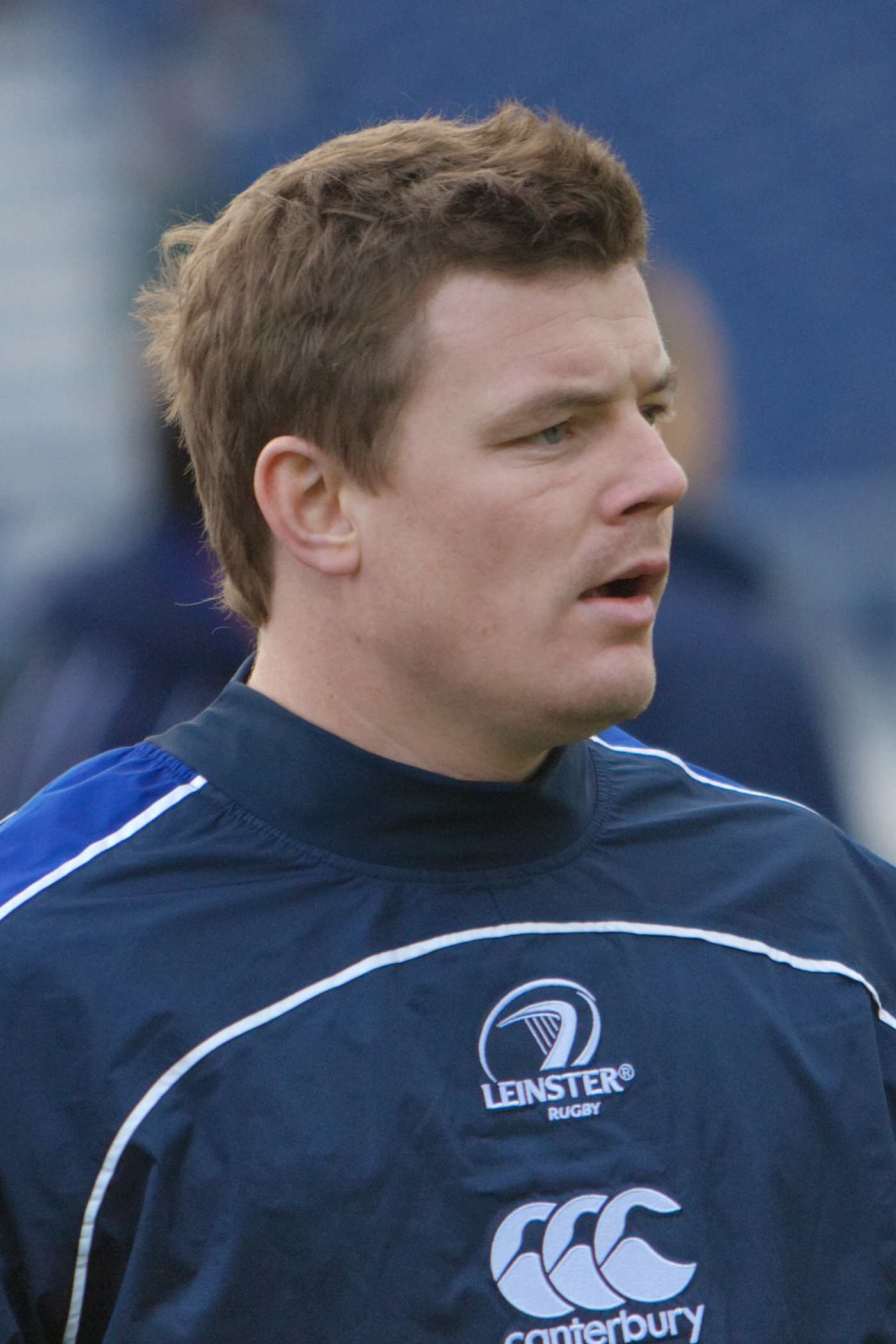
Brian O'Driscoll remporte sa première Coupe d'Europe avec le Leinster.

Lors de la finale disputée à Murrayfield à Édimbourg, les Leicester Tigers retrouvent le Leinster, qu'ils ont déjà affronté en 2008, et Leo Cullen, deuxième ligne international irlandais, qui a joué avec les Tigers. Les deux demis d'ouverture titulaires Felipe Contepomi et Toby Flood sont blessés et forfaits, remplacés respectivement par Jonathan Sexton et Sam Vesty.
Les Irlandais dominent en début de match et ils mènent (9-3) avec deux drops réussis par Brian O'Driscoll et par Jonathan Sexton, de cinquante mètres,. Stan Wright fait une faute anti-sportive avec un plaquage sans ballon, il est pénalisé d'un carton jaune à la 33e. Leicester en profite et se détache (16-9), avec un essai inscrit par Ben Woods, sur un travail préalable de Dan Hipkiss, suivi par Ayoola Erinle, puis Sam Vesty. Rocky Elsom est le joueur le plus en vue, il est élu homme du match, les Irlandais rejoignent Leicester sur un essai transformé de Jamie Heaslip. En fin de rencontre, une faute anglaise donne l'occasion à Jonathan Sexton de passer trois points et de donner la victoire 19 à 16 aux joueurs irlandais.
| Leicester Tigers · Titulaires · 47e (cap.) Geordan Murphy 15 · Scott Hamilton 14 · Ayoola Erinle 13 · Dan Hipkiss 12 · Alesana Tuilagi 11 · Sam Vesty 10 · 75e Julien Dupuy 9 · 32e Jordan Crane 8 · 60e Ben Woods 7 · Craig Newby 6 · Ben Kay 5 · Tom Croft 4 · 52e Martin Castrogiovanni 3 · 55e George Chuter 2 · Marcos Ayerza 1 · Remplaçants · 55e Benjamin Kayser 16 · 52e Julian White 17 · 35e Louis Deacon 18 · 60e Lewis Moody 19 · 75e Harry Ellis 20 · 47e Matt Smith 21 · Johne Murphy 22 · Entraîneur · Richard Cockerill |  | Leinster · Titulaires · 15 Isa Nacewa · 14 Shane Horgan · 13 Brian O'Driscoll · 12 Gordon D'Arcy · 11 Luke Fitzgerald 71e · 10 Jonathan Sexton · 9 Chris Whitaker · 8 Jamie Heaslip · 7 Shane Jennings 35e 43e · 6 Rocky Elsom · 5 Malcolm O'Kelly · 4 Leo Cullen (cap.) · 3 Stan Wright 33e à 43e · 2 Bernard Jackman 55e · 1 Cian Healy 61e 65e · Remplaçants · 16 John Fogarty 55e · 17 Ronan McCormack 35e 43e 61e 65e · 18 Devin Toner · 19 Sean O'Brien · 20 Simon Keogh · 21 Rob Kearney 71e · 22 Girvan Dempsey · Entraîneur · Michael Cheika |